# Пісочин (платформа)
Пісочи́н —пасажирський зупинний пункт Харківської дирекції Південної залізниці, Полтавського напрямку на електрифікованій лінії Харків — Люботин між зупинними пунктами Рижів (0,6 км) та Рай-Оленівка (1,8 км). Розташований в однойменному селищі Харківського району Харківської області.

## Пасажирське сполучення
На Платформі Пісочин зупиняться приміські поїзди до станцій Мерчик, Огульці та Харків-Пасажирський.

## Інцидент
1 грудня 2017 року, близько 09:30, поблизу зупинного пункту пасажирський поїзд «Київ — Лисичанськ» здійснив наїзд на 71-річного мешканця селища Пісочин, який переходив залізничні колії. Машиніст поїзда здійснив екстрене гальмування, але попередити наїзд на людину не вдалося, і чоловік помер від травм. За інформацією поліції, зупинки у русі поїздів не було.